# San Raffaele Cimena
San Raffaele Cimena és un comune (municipi) de la ciutat metropolitana de Torí, a la regió italiana del Piemont, situat a uns 15 quilòmetres al nord-est de Torí. A 1 de gener de 2019 la seva població era de 3.117 habitants.
San Raffaele Cimena limita amb els següents municipis: Chivasso, Brandizzo, Castagneto Po, Settimo Torinese, Gassino Torinese i Rivalba.